# Bishop Wilton with Belthorpe

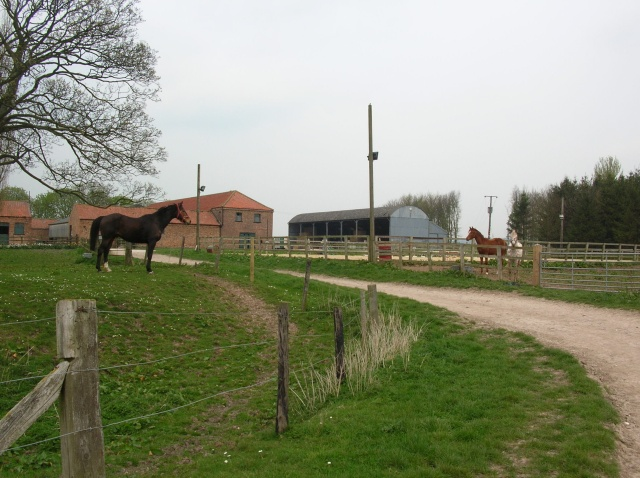
High Belthorpe

Bishop Wilton with Belthorpe var en civil parish från 1866 till 1935 då den blev en del av Bishop Wilton och Millington, i grevskapet East Riding of Yorkshire, i England. Civil parish var belägen 6 km från Pocklington och hade 411 invånare år 1931.